# Canwood n.º 494
Canwood n.º 494 es un municipio rural canadiense situado en la provincia de Saskatchewan.

## Superficie
Canwood n.º 494 tiene una superficie de 1919,39 km².

## Demografía
En 2021, tenía 1351 habitantes, una densidad poblacional de 0,7 hab./km², y 808 viviendas.